# Козова (гміна)
Гміна Козова — сільська гміна у Бережанському повіті Тернопільського воєводства Другої Речі Посполитої. Адміністративним центром ґміни було місто Козова, яке саме утворювало власну міську гміну.
Гміна утворена 1 серпня 1934 року в рамках реформи на підставі нового закону про самоуправління (23 березня 1933 року).
Площа гміни — 185,74 км²
Кількість житлових будинків — 2508
Кількість мешканців — 12912
Нову гміну було створено на основі гмін: Дибще, Геленки, Куропатники, Козівка, Криве, Золота Слобода, Щепанів, Теофіпілка, Вівся, Вікторівка